# Stati generali (Francia)

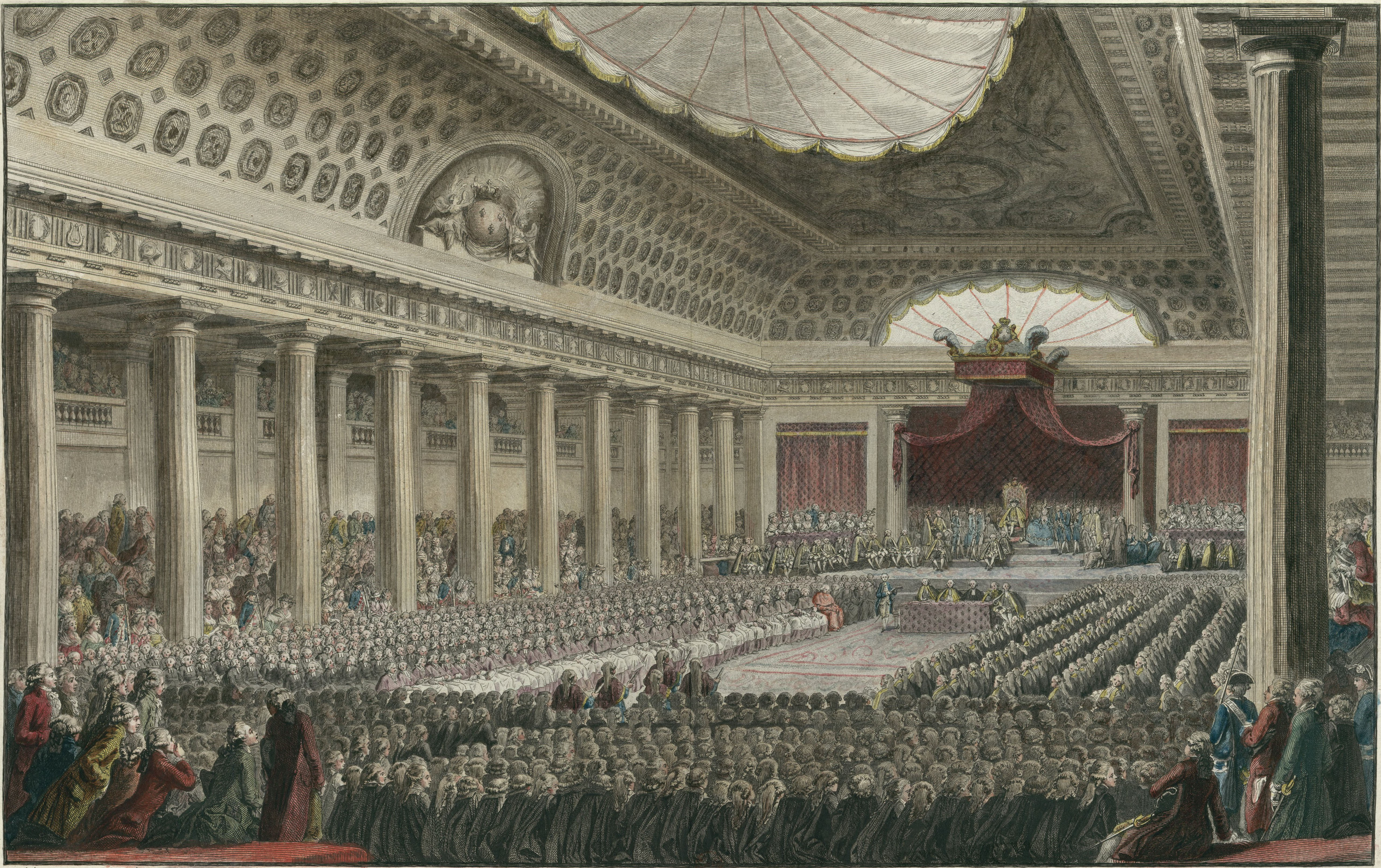
Cerimonia di apertura degli Stati generali il 5 maggio 1789 a Versailles, presso l'Hôtel des Menus Plaisirs

Gli Stati generali (in francese: États généraux) furono un'assemblea cetuale del Regno di Francia. Esso si componeva dei rappresentanti dei tre stati: clero, nobiltà e Terzo stato. L'assemblea, di origine feudale, aveva la facoltà di stendere  i cahier des doleances, nei quali i tre stati potevano esprimere, ognuno in un diverso speciale fascicolo, le loro lamentele e i loro desideri presso il re.

## Storia
Gli Stati generali erano un'assemblea consultiva in materia fiscale del Regno di Francia. Furono convocati la prima volta da Filippo IV nel 1302 e, tra questa data e il 1614, furono poi riuniti numerose volte, generalmente allorquando il sovrano necessitava di poter imporre tasse, gabelle e tributi al popolo. Dopo il 1614, ultima sessione decisa da Maria de' Medici quando i rappresentanti della borghesia si opposero alle rivendicazioni della fronda guidata dal principe di Condé e confermarono solennemente la propria scelta per una concezione assolutistica e non feudale del potere regio, non furono più convocati sino al 1789, quando re Luigi XVI indisse le elezioni per il rinnovo. In pratica fra la penultima ed ultima riunione passarono oltre 170 anni.

### Gli Stati generali del 1789
L'ultima volta che vennero poi riuniti (il 5 maggio 1789) per affrontare la crisi finanziaria che stava mandando in rovina la Francia, governava re Luigi XVI. Vi partecipavano in tutto 1139 membri eletti dai diversi Stati: 291 rappresentanti per il Primo Stato (il Clero), 270 per il Secondo Stato (l'Aristocrazia) ed altri 578 per il Terzo Stato (la popolazione urbana e rurale). Ogni ordine si riuniva in una camera separata dagli altri due Stati, discutevano sulla legge ed emettevano un voto per camera: essendo tre i voti, il sistema non ammetteva il pareggio. Il più delle volte il Terzo Stato era svantaggiato, perché in qualche modo gli interessi dei nobili e del clero coincidevano: era sufficiente che questi emettessero due voti a favore per ottenere la maggioranza.
I deputati della nobiltà, del clero e anche del Terzo stato erano vestiti di tutti i fronzoli che caratterizzavano il proprio ceto sociale, tutti tranne uno, un certo Michel Gérard, un personaggio che rimarrà nella memoria dei francesi, simpatico e popolare, chiamato affettuosamente Le père Gerard. Nato a Saint-Martin-des-Vignes nel 1737 l'eletto bretone  si presentò alla maestosa cerimonia di apertura del 4 maggio 1789 a Versailles con il suo abito da lavoro, quello di coltivatore agricolo. Naturalmente fu subito notato da tutti e il re Luigi XVI lo onorò, unico tra gli eletti del terzo stato, di un saluto: «Bonjour, mon bonhomme».
Nell'ultima riunione degli Stati generali il Terzo Stato chiese altri membri per la propria camera, l'istituzione del voto per testa e la riunione in un'unica camera. Di questi punti solo uno fu concesso, quello di elevare il numero dei propri membri. In questo modo il sistema rimaneva lo stesso, perché per cambiare era necessario il voto per testa. A quel punto il Terzo Stato si autoproclamò l'unico vero rappresentante della Francia, assumendo il nome di Assemblea nazionale, e ciò determinò la fine degli Stati generali.

## Convocazioni

### Medioevo
1302,
1308,
1317,
1355,
1356,
1357,
1358,
1359,
1363,
1420,
1439,
1468,
1484,
1491.

### Età moderna
1498,
1506,
1560,
1576,
1588-1589,
1593,
1614,
1789.